# Pleurotomella formosa
Pleurotomella formosa är en snäckart som beskrevs av John Gwyn Jeffreys 1883. Pleurotomella formosa ingår i släktet Pleurotomella och familjen kägelsnäckor. Inga underarter finns listade i Catalogue of Life.